# Peppino De Filippo
Pour les articles homonymes, voir De Filippo.
Giuseppe De Filippo dit Peppino De Filippo, né le 24 août 1903 à Naples et mort le 27 janvier 1980 à Rome, est un acteur, humoriste et dramaturge italien.

## Biographie

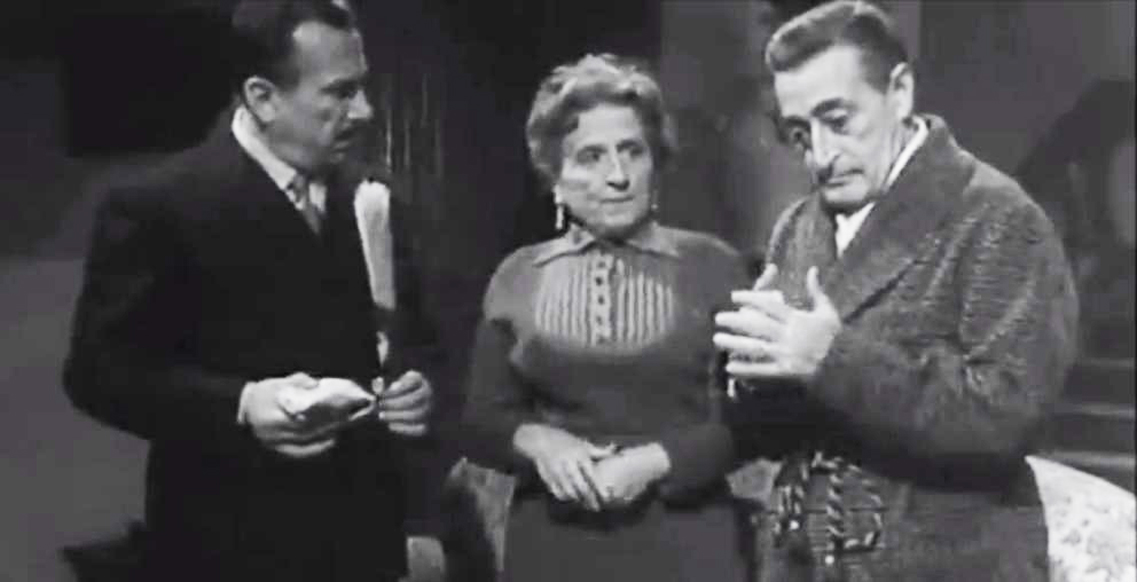
Peppino (à gauche) avec sa sœur Titina et Totò.

Fils d'Eduardo Scarpetta (auteur de la célèbre pièce Misère et Noblesse), Peppino De Filippo fait ses débuts dans la compagnie de celui-ci. 
En 1931, il fonde avec sa sœur Titina et son frère Eduardo, la Compagnia umoristica i De Filippo. Après 1937, les De Filippo jouent principalement les pièces d'Eduardo dont l'audience s'étend à toute l'Italie. En 1944, les deux frères se séparent. 
Il mène en parallèle une carrière d'acteur de cinéma et de comédien de théâtre. Il joue ainsi dans de nombreuses pièces de théâtre en langue napolitaine.
Peppino est considéré comme l'un des plus célèbres acteurs comiques italiens. Il est célèbre pour avoir collaboré avec Totò dans de nombreux films à succès des années 1950 et 1960 pour le cinéma et la télévision.
Peppino se marie trois fois. Il a un fils, Luigi, avec sa première épouse, Adele Carloni. Celui-ci poursuit la carrière de son père. Sa seconde épouse est l'actrice Lidia Martora. Il vit avec elle 30 ans, mais elle meurt en 1971. En 1977, il épouse Lelia Mangano, sa partenaire au cinéma.
Il meurt le 26 janvier 1980, d'une tumeur. Il est enterré au cimetière communal monumental de Campo Verano de Rome.

## Théâtre
- 1927 : Trampoli e cilindri, (Un acte en langue napolitaine)
- 1931 : Un ragazzo di campagna, (Farce en deux parties)
- 1931 : Don Rafele 'o trumbone, (Comédie en un acte)
- 1931 : Spacca il centesimo, (Comédie en un acte)
- 1931 : Miseria bella, (Farce en un acte)
- 1931 : Una persona fidatissima, (Farce en un acte)
- 1931 : Aria paesana, (la même histoire pour tous en un acte)
- 1931 : Amori e balestre!, (Farce en un acte en langue napolitaine)
- 1931 : Sto bene con l'elmo, (comédie en un acte)
- 1932 : Cupido scherza e spazza, (Farce en un acte en langue napolitaine)
- 1932 : Quale onore, (Farce en un acte)
- 1932 : Caccia grossa, (Un acte romantique)
- 1932 : Cinque minuti dopo, (Acte unique)
- 1932 : Uno, due e tre - Hop...là (Acte unique)
- 1933 : A Coperchia è caduta una stella, (Farce champêtre en deux actes)
- 1933 : La lettera di mammà, (Farce en deux actes)
- 1933 : Quaranta ma non li dimostra, (Comédie en deux actes en collaboration avec Titina De Filippo)
- 1933 : Il ramoscello d'olivo, (Farce en un acte)
- 1933 : I brutti amano di più, (Comédie romantique en trois actes)
- 1934 : Lorenzo e Lucia, (comédie en trois actes)
- 1935 : Liolà (d'après la nouvelle de Luigi Pirandello, transposée en langue napolitaine)
- 1936 : Un povero ragazzo, (Comédie en quatre actes)
- 1936 : Il compagno di lavoro, (Un acte en langue napolitaine)
- 1937 : Il mio primo amore (Acte unique des deux frères De Filippo)
- 1939 : Bragalà paga per tutti!, (Un acte en langue napolitaine)
- 1940 : Il grande attore, (Comédie en un acte)
- 1941 : Una donna romantica e un medico omeopatico
- 1941 : Prestami cento lire, (acte unique)
- 1942 : Non è vero... ma ci credo, (Comédie en trois actes)
- 1945 : I casi sono due, (Comédie en trois actes)
- 1947 : Quel bandito sono io!, (Farce en quatre actes)
- 1948 : L'ospite gradito!, (trois actes humoristiques)
- 1948 : Quel piccolo campo..., (Comédie en trois actes)
- 1949 : Per me come se fosse!, (Comédie en deux actes)
- 1950 : Carnevalata, (Un acte)
- 1950 : Gennarino ha fatto il voto, (Farce en trois actes)
- 1950 : I migliori sono così, (Farce en deux actes)
- 1952 : Pronti? Si gira!, (Satire en un acte)
- 1952 : Pranziamo insieme!, (Farce en un acte)
- 1952 : Io sono suo padre!, (Comédie en deux actes)
- 1955 : Pater familias, (Comédie en un acte)
- 1955 : Noi due!, (Comédie en un acte)
- 1955 : Un pomeriggio intellettuale, (Comédie en un acte)
- 1956 : Dietro la facciata, (Comédie en un acte)
- 1956 : Le metamorfosi di un suonatore ambulante, (Farce à l'ancienne)
- 1956 : Il talismano della felicità, (Farce en un acte)
- 1957 : La collana di cento noccioline, (Comédie en un acte)
- 1963 : Omaggio a Plauto, (Un acte)
- 1965 : Tutti i diavoli in corpo, (Un acte)
- 1965 : L'amico del diavolo, (Comédie en trois actes)

## Cinéma

### Comme acteur
- 1933 : Tre uomini in frac de Mario Bonnard
- 1934 : Il cappello a tre punte de Mario Camerini
- 1935 : Quei due de Gennaro Righelli
- 1937 : Sono stato io! de Raffaello Matarazzo
- 1938 : L'amor mio non muore! de Giuseppe Amato
- 1939 : Il marchese di Ruvolito de Raffaello Matarazzo
- 1939 : In campagna è caduta una stella d'Eduardo De Filippo
- 1940 : Il sogno di tutti d'Oreste Biancoli et László Kiss
- 1941 : Notte di fortuna de Raffaello Matarazzo
- 1941 : L'ultimo combattimento de Piero Ballerini
- 1942 : A che servono questi quattrini? d'Esodo Pratelli
- 1942 : Le signorine della villa accanto de Gian Paolo Rosmino
- 1942 : Non ti pago! de Carlo Ludovico Bragaglia
- 1942 : Casanova farebbe così! de Carlo Ludovico Bragaglia
- 1943 : Campo de' fiori de Mario Bonnard
- 1943 : Non mi muovo! de Giorgio Simonelli
- 1943 : Ti conosco, mascherina! d'Eduardo De Filippo
- 1946 : Io t'ho incontrata a Napoli de Pietro Francisci
- 1948 : Natale al campo 119 de Pietro Francisci
- 1949 : Vivere a sbafo de Giorgio Ferroni
- 1949 : Biancaneve e i sette ladri de Giacomo Gentilomo
- 1950 : La bisarca de Giorgio Simonelli
- 1950 : Luci del varietà de Federico Fellini et Alberto Lattuada
- 1951 : Rome-Paris-Rome (Signori, in carrozza!) de Luigi Zampa
- 1951 : La famiglia Passaguai d'Aldo Fabrizi
- 1951 : Bellezze in bicicletta de Carlo Campogalliani
- 1951 : Cameriera bella presenza offresi... de Giorgio Pastina
- 1951 : Totò e le donne de Steno et Mario Monicelli
- 1952 : Ragazze da marito d'Eduardo De Filippo
- 1952 : Non è vero... ma ci credo de Sergio Grieco
- 1953 : Una di quelle d'Aldo Fabrizi
- 1953 : Siamo tutti inquilini
- 1953 : Il più comico spettacolo del mondo de Mario Mattòli
- 1953 : Martin Toccaferro
- 1953 : Via Padova 46
- 1954 : Peppino e la nobile dama
- 1954 : Les Gaîtés de la correctionnelle (Un giorno in pretura) de Steno
- 1955 : Ces demoiselles du téléphone (Le signorine dello 04)
- 1955 : Piccola posta de Steno
- 1955 : Motivo in maschera
- 1955 : Io piaccio
- 1955 : I due compari
- 1955 : Le Signe de Vénus (Il segno di Venere)
- 1955 : Les Cinq Dernières Minutes (Gli Ultimi cinque minuti) de Giuseppe Amato
- 1955 : Accadde al penitenziario
- 1955 : L'Enfant de la rue (Cortile) d'Antonio Petrucci
- 1955 : I pappagalli de Bruno Paolinelli
- 1955 : Un po' di cielo
- 1956 : Totò, Peppino et la Danseuse (Totò, Peppino e... la malafemmina) de Camillo Mastrocinque
- 1956 : Totò, Peppino et les Hors-la-loi (Totò, Peppino e i fuorilegge) de Camillo Mastrocinque
- 1956 : Guardia, guardia scelta, brigadiere e maresciallo
- 1956 : Totò faux-monnayeur (La banda degli onesti) de Camillo Mastrocinque
- 1957 : Peppino, le modelle e... "chella llà" de Mario Mattoli
- 1957 : L'Impossible Isabelle (La nonna Sabella)
- 1957 : Vacanze a Ischia
- 1958 : Totò, Peppino et les Fanatiques (Totò, Peppino e le fanatiche)
- 1958 : La nipote Sabella
- 1958 : Tuppe, tuppe Marescia'
- 1958 : Anna de Brooklyn (Anna di Brooklyn) de Vittorio De Sica et Carlo Lastricati (it)
- 1958 : Pane, amore e Andalusia de Javier Setó
- 1959 : La cambiale de Camillo Mastrocinque
- 1959 : Arrangiatevi!
- 1959 : Policarpo, ufficiale di scrittura
- 1959 : Ferdinando I, re di Napoli
- 1960 : Signori si nasce de Mario Mattoli
- 1960 : Letto a tre piazze
- 1960 : Chi si ferma è perduto de Sergio Corbucci
- 1960 : A noi piace freddo...!
- 1960 : Incorrigibles Parents (Genitori in blue-jeans)
- 1960 : Il mattatore
- 1960 : Gli incensurati
- 1961 : Le Carabinier à cheval (Il carabiniere a cavallo) de Carlo Lizzani
- 1961 : Totò, Peppino et la Douceur de vivre (Totò, Peppino e... la dolce vita) de Sergio Corbucci
- 1962 : Totò e Peppino divisi a Berlino
- 1962 : I quattro monaci
- 1962 : Mon ami Benito (Il mio amico Benito)
- 1962 : Le Jour le plus court (Il giorno più corto)
- 1962 : Boccace 70 (Boccaccio '70)
- 1963 : Totò contro i quattro
- 1963 : I quattro tassisti
- 1963 : Le Quatrième Mousquetaire (I quattro moschettieri) de Carlo Ludovico Bragaglia
- 1963 : Gli onorevoli de Sergio Corbucci
- 1963 : Adultero lui, adultera lei
- 1964 : La vedovella de Silvio Siano
- 1965 : À l'italienne (Made in Italy)
- 1966 : Rita la zanzara de Lina Wertmüller
- 1966 : Ischia operazione amore
- 1966 : La fabbrica dei soldi
- 1967 : Soldati e capelloni
- 1967 : Non stuzzicate la zanzara de Lina Wertmüller
- 1968 : Zum zum zum de Bruno Corbucci et Sergio Corbucci
- 1969 : Zum Zum Zum n 2
- 1969 : Lisa dagli occhi blu
- 1969 : Gli infermieri della mutua
- 1970 : Nini Tirebouchon (Ninì Tirabusciò, la donna che inventò la mossa) de Marcello Fondato
- 1979 : Mélodie meurtrière (Giallo napoletano) de Sergio Corbucci

### Comme scénariste
- 1952 : Non è vero... ma ci credo de Sergio Grieco